# 알렉산드라 보르벨리
알렉산드라 보르벨리(슬로바키아어: Alexandra Borbély)로 잘 알려진 알렉산드라 보르벨리오바(슬로바키아어: Alexandra Borbélyová, 1986년 9월 4일~)는 슬로바키아의 배우이다. 제30회 유럽 영화상에서 영화 《우리는 같은 꿈을 꾼다》를 통해 여우주연상을 수상했다.

## 출연 작품
- 우리는 같은 꿈을 꾼다 (2017)